# 袁富華
袁富華（英語：Ben Yuen Fu Wah，1964年2月12日—），香港男演員，自1988年開始演出多部電影及舞臺劇作品。2014年開始演出電視劇。袁富華為人熟悉的演出包括1999年電影《喜劇之王》中大呼「你唔係外賣仔！」（「你不是外賣員！」）之黑幫頭目。2018年他憑電影《翠絲》獲第55屆金馬獎「最佳男配角獎」。 2019年4月憑電影《翠絲》獲第38屆香港電影金像獎最佳男配角，7月憑香港本土電影《對倒》獲第二屆香港影藝國際電影節最佳男主角(長片) ，同年11月憑《叔·叔》提名競逐金馬獎最佳男主角。此前，他曾獲得多次舞台劇男配角獎項的提名。袁富華現時是香港演藝學院電影系兼職講師。他被舒琪邀請到香港演藝學院講課。

## 背景

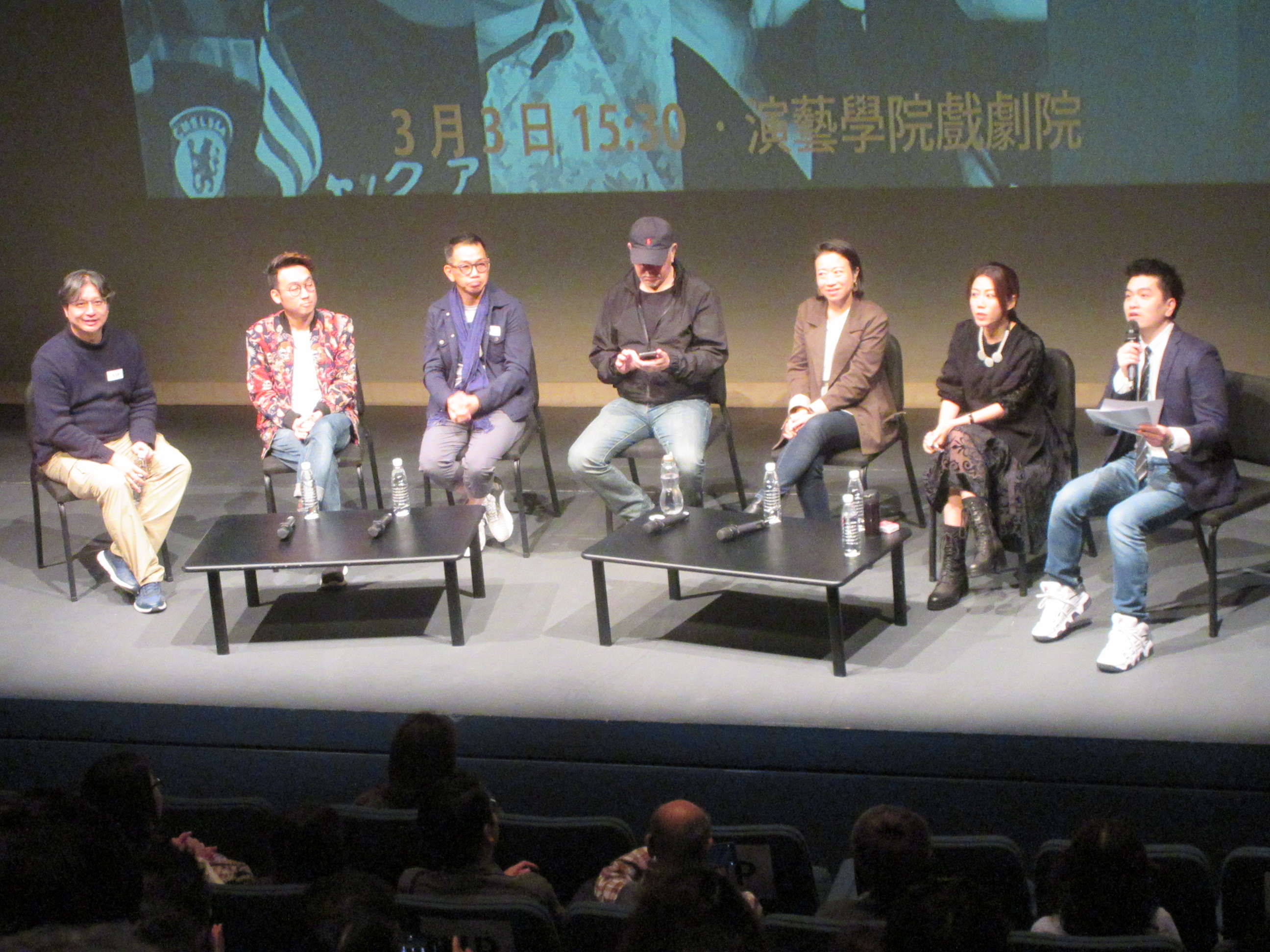
袁富華（左三者）於2019年3月3日出席香港演藝學院開放日講座

### 早年生活
他早年於西環高街、第三街福壽里與正街的板間房生活，後來獲派位於香港仔的公共屋邨。他有二兄一姊一妹（本來共有七個，其中兩個夭折），父親是一名在三角碼頭工作的苦力。袁富華常於佐治五世公園流連，又曾在真光戲院折卸時的地盤執拾地盤工具拿去變賣，以幫補家計。他小學就讀昔日位於高街18號的香港笏臣學校（以體罰重見稱）。因在升中試的成績不錯而獲得三年免費教育。他在升中填寫志願時被兄長捉弄，將其第一志願填作伊斯蘭英文中學。結果袁富華被派到位於雲景道的該所中學就讀中一。其後以叩門方式轉讀香港島西營盤高街威靈頓英文中學上午校且依然可獲重新計算三年免費教育的待遇。他在該校在學時曾是香港第八海童軍旅成員。讀至中五期間因成績不好而重讀一年。最後成績仍然不達標，於是他選擇不再讀書，出外工作。而其就讀中四及中五的學費則靠跟隨母親於香港希爾頓酒店（長江集團中心前身）與富麗華酒店（友邦金融中心前身）當廚房清潔工人以及在上環大笪地售賣成衣賺回來的。當時，袁富華於上午上學，下午工作。他在中學畢業前後在西營盤富裕大廈居住。

### 接觸演戲
在1983年中學畢業後，他到中環一間保險公司任職保險經紀。同時投考過警察（最終在警隊人員為他進行身體檢查時發現耳膜破裂而作罷）。由於發現自己在晚上公餘時間太空閒，所以便加入位於西區社區中心的藝臻劇社當演員。事緣他有一次偶然見到聘請業餘演員便一試，遂展開了他的演員生涯。不久，袁富華家人中籤准許搬到美城苑後，袁富華在該處定居，並經前無綫電視兼香港話劇團演員郭德信引薦而在1985年至1988年加入沙田話劇團。日間則在灣仔華潤集團華潤大廈的出口及船務公司「德信行」任職文員。他在1988年6月獲中英劇團招聘為全職劇團演員，主要於劇場、學校等地作巡迴演出。同期加入劇團的人計有演員張達明。袁富華初時覺得自己的演技未達標。但他因個人性格關係而堅持留在劇團。前後用了十年時間，至1998年為止向劇團內的導演李鎮洲、演員等人學習以磨練演技。袁富華於1994年嘗試參演電影，於1998年離開中英劇團且轉到舞台劇界發展。在1990年代末，袁富華處於事業低潮。他不太肯定前景發展如何。加上當時對建立電腦網絡感興趣，便到一間網絡公司面試。最後得知工作時間未必可以配合其於排練演出的時間而放棄在該公司工作。
在1999年，袁富華於春天劇團工作。當年正值周星馳尋找靈感拍攝《喜劇之王》，周星馳在觀摩中英劇團演出時留意到袁富華的表現，原屬意他飾演吳孟達「阿毛」的角色。經過洽談後，周星馳堅持要袁富華參與《喜劇之王》，最終安排袁出演黑幫頭目一角，並以片中「你唔係外賣仔！」（「你不是外賣員！」）一幕深入民心。袁富華於2002年第二次加入中英劇團，直至2009年離開。

### 進修與獲獎
2008年，他確認了自己喜歡演戲和為了進修演藝而報讀香港演藝學院藝術碩士課程。卻被校方以學歷低而拒絕取錄。他在2009年再次報讀，並以誠意打動校方取錄他。結果，袁富華於同年入讀該課程。在2011年畢業，主修導演系。他以往曾經憑《專業社團》獲得香港舞台劇獎「最佳男配角（喜／鬧）」。2018年，他在電影《對倒》任男主角，飾演兒子為警察、女兒為示威者的記者父親孫世凱。2018年憑電影《翠絲》演跨性別粵劇花旦角色「打鈴哥」，獲得第55屆金馬獎最佳男配角。此外，其演出亦令他榮獲2019年第38屆香港電影金像獎「最佳男配角」獎項。2019年第二屆香港影藝國際電影節，憑《對倒》獲得最佳男主角。同年，他更憑《叔·叔》入圍提名第56屆金馬獎最佳男主角。。

## 家庭生活
袁富華目前已婚。他與一名圈外女友交往超過三十年。二人因演戲結緣。

## 演出

### 電視劇（ViuTV）
| 首播   | 節目名稱         | 角色       | 備註                                 |
| 2017年 | 未來還未來       | 峰哥       | 第1集                                |
| 2018年 | Plan B           | 釘蓋       | 第19集                               |
| 2018年 | 身後事務所       | 經紀黃     | 第21、24、25集                       |
| 2018年 | 迷失假期         | 露宿者王昇 | 第2、5集、11、13至15、17至18及第20集 |
| 2019年 | 娛樂風雲         | 楊永樂     |                                      |
| 2021年 | 無限斜棟有限公司 | 張國永     |                                      |
| 2022年 | 反起跑線聯盟     | 孔仲邱     |                                      |
| 2022年 | 季前賽           | 關總       |                                      |
| 2023年 | 和解在後         | 葉廣生     |                                      |
| 2023年 | 冰上火花         | 杜家輝     |                                      |
| 2024年 | 反起跑線聯盟2    | 孔仲邱     |                                      |
| 2025年 | 三命             | 陳潮海     |                                      |

### 電視劇（香港電台）
- 2014年：《手語隨想曲III — 那天清晨，我駕著從嘈雜到無聲的綠Van》
- 2015年：《獅子山下2015 — 一場飯局》
- 2015年：《火速救兵III — 失蹤》 飾 街招男
- 2016年：《獅子山下2016 — 媽媽好》
- 2016年：《有倉出租》 飾 大廚（第8集）
- 2018年：《火速救兵IV — 生死時刻》 飾 尹承峰
- 2021年：《格外樓神 — 真相》
- 2021年：《環顧日常 — 海魚飛》
- 2022年：《獅子山下-我們之間》七十

### 電視劇（其他）
- 2018年：《東方華爾街》 飾 容力為
- 2020年：《河神2》 (網絡劇)飾 都督
- 2021年：《天橋上的魔術師》 飾 唐先生
- 2024年：《太阳星辰》 飾 邓宏发
- 2026年：《沉默的審判》 飾

### 電影
| 首映   | 名稱                         | 角色               | 備註                                                          |
| 1995年 | 人間有情                     | 阿順               |                                                               |
| 1995年 | 偷錯隔牆花                   |                    |                                                               |
| 1997年 | 南海十三郎                   | 來福               |                                                               |
| 1998年 | 龍在江湖                     |                    |                                                               |
| 1999年 | 喜劇之王                     | 黑幫頭目           |                                                               |
| 1999年 | 新家法                       | 阿坤               |                                                               |
| 2000年 | 創業玩家                     |                    |                                                               |
| 2000年 | 藍煙火                       | 反貪組陳 SIR       |                                                               |
| 2001年 | 常在我心                     |                    |                                                               |
| 2001年 | 重裝警察                     |                    |                                                               |
| 2001年 | 同居蜜友                     |                    |                                                               |
| 2001年 | 不死情謎                     |                    |                                                               |
| 2002年 | 新紮師妹                     | 談判專家           |                                                               |
| 2002年 | 見鬼                         | 程 Sir             |                                                               |
| 2002年 | 想飛                         | 紋身師傅           |                                                               |
| 2002年 | 夕陽天使                     |                    |                                                               |
| 2002年 | 飛虎雄師                     |                    |                                                               |
| 2004年 | 2046                         |                    |                                                               |
| 2004年 | 救命                         | 主診醫生           |                                                               |
| 2004年 | 愛·作戰                      | 二哥               |                                                               |
| 2005年 | 神經俠侶                     |                    |                                                               |
| 2006年 | 超班寶寶                     |                    |                                                               |
| 2006年 | 傷城                         | 黃明               |                                                               |
| 2006年 | 地老天荒                     |                    |                                                               |
| 2007年 | 地獄第19層                   | 春雨繼父           |                                                               |
| 2008年 | 第一誡                       | 連環殺手           |                                                               |
| 2009年 | 天水圍的夜與霧               | 高級警司           |                                                               |
| 2009年 | 竊聽風雲                     | 徐偉               |                                                               |
| 2010年 | 毋、亡我                     |                    |                                                               |
| 2010年 | 飛砂風中轉                   | 堅料叔             |                                                               |
| 2010年 | 霧                           |                    |                                                               |
| 2011年 | 竊聽風雲2                    | 馬卓群             |                                                               |
| 2012年 | 浮城                         | 泉父               |                                                               |
| 2012年 | 我老婆唔夠秤II：我老公唔生性 |                    |                                                               |
| 2012年 | 車手                         |                    |                                                               |
| 2013年 | 末日派對                     |                    |                                                               |
| 2013年 | 迷離夜                       | 老軍裝警員         |                                                               |
| 2014年 | 竊聽風雲3                    | 工友               |                                                               |
| 2015年 | 赤道                         |                    |                                                               |
| 2015年 | 十年                         |                    |                                                               |
| 2016年 | 樹大招風                     | 陳科               |                                                               |
| 2016年 | 驚心破                       | 高仕仁             |                                                               |
| 2016年 | 使徒行者                     | 蜆叔               |                                                               |
| 2017年 | 拆弹专家                     | 陳總               |                                                               |
| 2018年 | 對倒                         | 孫世凱             | 首度擔任男主角，獲得第二屆香港影藝國際電影節最佳男主角(長片)  |
| 2018年 | 翠絲                         | 打鈴哥             | 獲得第55屆金馬獎最佳男配角 獲得第38屆香港電影金像獎最佳男配角 |
| 2019年 | 廉政風雲 煙幕                | 葉永強             |                                                               |
| 2019年 | 花椒之味                     | 勇哥               |                                                               |
| 2019年 | 叔·叔                        | 海                 |                                                               |
| 2020年 | 冥通銀行特約：翻生爭霸戰     | 凌琪父親（趙世榮） |                                                               |
| 2020年 | 阿索的故事                   | 大飛哥             |                                                               |
| 2020年 | 一秒拳王                     | 祥（鄭耀祖的教練） |                                                               |
| 2020年 | 拆彈專家2                    | 錢家安             |                                                               |
| 2021年 | 總是有愛在隔離               |                    |                                                               |
| 2021年 | 手捲煙                       | 大口泰             |                                                               |
| 2021年 | 怒火                         | 司徒傑             |                                                               |
| 2022年 | 一樣的天空                   |                    |                                                               |
| 2023年 | 風再起時                     | 警校教官           |                                                               |
| 2023年 | 殘影空間                     | 徐勇石             |                                                               |
| 2023年 | 燈火闌珊                     | 黃師傅             |                                                               |
| 2023年 | 12日                         | 賀正豪之生意拍檔   |                                                               |
| 2023年 | 掃毒3人在天涯                | 黑市醫生           |                                                               |
| 2023年 | 周處除三害                   | 香港仔(許偉強)     |                                                               |
| 2023年 | 說笑之人                     | 詹家華             |                                                               |
| 2023年 | 紮職2                        | 言老闆             |                                                               |
| 2024年 | 不是你不愛你                 | 財叔               |                                                               |
| 2024年 | 盜月者                       | 權叔               |                                                               |
| 2024年 | 談判專家                     | 溫志明             |                                                               |
| 2024年 | 海關戰線                     | 歐經理             |                                                               |
| 2024年 | 搖籃凡世                     | 强哥               |                                                               |
| 2024年 | 得寵先生                     | 石師傅             |                                                               |
| 2025年 | 黑白潛行2                    | 羅恩               | 網絡電影                                                      |
| 2025年 | 麻雀女王追男仔               | 雄爺               |                                                               |
| 2025年 | 贖夢                         | 文思豪父親         |                                                               |
| 2025年 | 搗破法蘭克                   | 何家宏             |                                                               |
| 2025年 | 水餃皇后                     | 糖水伯             |                                                               |
| 2025年 | 拼命三郎                     | 鄧國良             |                                                               |
| 2025年 | 缉盗                         | 李萬豪             | 網絡電影                                                      |
| 待上映 | 偵戰                         |                    |                                                               |

### 節目嘉賓/演出
- 2019年：十五分鐘熱度 Plus（第71集，ViuTV）
- 2019年：開工大吉77（香港開電視）
- 2020年：今日VIP（1月1日、第583集、無綫電視）
- 2020年：中佬唔易做（ViuTV）

## 外部連結
- 袁富華的Facebook專頁
- 袁富華的Instagram帳戶
- 袁富華在香港影庫上的簡介
- 袁富华的官方抖音號
- 食飯盒重聚論《喜劇之王》 田雞霞姨袁富華Sunny哥 電影精神，香港蘋果日報，2019年2月11日（页面存档备份，存于）